# 11039 Рейналь
11039 Рейналь (11039 Raynal) — астероїд головного поясу, відкритий 3 квітня 1989 року.
Тіссеранів параметр щодо Юпітера — 3,289.
Названо на честь французького історика Гійома Томаса Франсуа Рейналя (фр. Guillaume-Thomas François Raynal; 1713—1796).